# 愛知県道524号門谷豊岡線
愛知県道524号門谷豊岡線（あいちけんどう524ごう かどやとよおかせん）は、愛知県新城市門谷から新城市豊岡に至る延長7.7kmの道路である。元々は愛知県道路公社の管理する有料道路（鳳来寺山パークウェイ）であったが、2005年（平成17年）7月1日に無料開放され県道移管、当路線となった。

## 沿革
- 1971年：一般有料道路鳳来寺山パークウェイとして開通
- 2005年3月18日：県道認定
- 2005年7月1日：無料開放

## 通行規制
区間：全線
次の基準に達したときは道路管理者（愛知県）により通行規制の措置が取られる。
- 時間雨量が40mmに達したとき。
- 連続雨量が150mmに達したとき。

## 接続する路線
- 愛知県道389号富栄設楽線（起点側）
- 愛知県道439号能登瀬新城線（終点側）

## 沿線・周辺
- 鳳来寺山パークウェイ有料駐車場
- 鳳来寺山

## 別名
- 鳳来寺山パークウェイ（新城市）